# Коломбо (округ)
Коломбо (синг. කොළඹ දිස්ත්රික්කය, там. கொழும்பு மாவட்டம) — один з 25 округів Шрі-Ланки. Входить до складу Західної провінції країни. Адміністративний центр — столиця країни, місто Коломбо.
Площа округу складають 699 км² . В адміністративному відношенні поділяється на 13 підрозділів.

## Історія
Сучасний округ Коломбо був частиною доколоніального королівства Котте. Починаючи з XVI ст. округ перейшов спочатку під португальський, згодом голландський та британський контроль. У 1815 році захопивши королівство Канді, британці отримали контроль над усім островом Цейлон. На відміну від португальців і голландців, які використовували Коломбо як військову фортецю, англійці почали будувати будинки та інші цивільні структури навколо форту, що породило нинішнє місто Коломбо. Спочатку керівництво містом було доручене «колектору», і Джон Макдауелл став першим, хто зайняв цю посаду. Потім, у 1833 році, керівництво містом було доручене т. зв. «урядовому агенту» Західної провінції. В 1865 році Законодавча рада Цейлону скликала муніципальну раду Коломбо, перше засідання якої відбулося 16 січня 1866 року. На той час населення регіону становило близько 80 тисяч осіб.
Епоха колоніалізму завершилася мирно в 1948 році, коли Цейлон отримав статус домініону Британії. Внаслідок британського впливу на жителів міста та країни в цілому зміни, що привели до кінця колоніального періоду, були різкими. Століття колоніального правління позначилося в певній мірі на занепаді корінної культури. Зміни у законах і звичаях, стилях одягу, релігіях і власних іменах були результатом колоніальної епохи. Водночас певні зміни супроводжувалися також і зміцненням економіки острова.
У вересні 1978 року північна частина округу була перенесена до новоствореного округу Гампаха. У 1982 році південна частина передмістя Коломбо Шрі-Джаяварденепура-Котте (синг.: ශ්‍රී ජයවර්ධනපුර කෝට්ටේ, там. ஸ்ரீ ஜயவர்த்தனபுரம் கோட்டே) отримала статус нової столиці Шрі-Ланки, при цьому Коломбо й далі залишилося комерційним центром держави.

## Населення
Населення округу за даними перепису 2012 року становить 2 309 809 осіб (11,40% від усього населення країни). 76,69% населення складають сингали; 10,51% — ларакалла; 10,01% — ланкійські таміли; 1,18% — індійські таміли і 1,61% — інші етнічні групи . 70,66% населення сповідують буддизм; 11,76% — іслам; 9,56% — християнство і 7,89% — індуїзм .